# Troblje
Troblje este o localitate din comuna Slovenj Gradec, Slovenia, cu o populație de 302 locuitori.